# Prințesa Josephine de Baden
Prințesa Josephine Friederike Luise de Baden (n. 21 octombrie 1813, Mannheim, Marele Ducat de Baden, Confederația Rinului – d. 19 iunie 1900, Sigmaringen, Baden-Württemberg, Germania) s-a născut la Mannheim, ca fiică al lui Karl, Mare Duce de Baden și a soției lui, Stéphanie de Beauharnais.
A fost mama regelui Carol I al României.

## Biografie

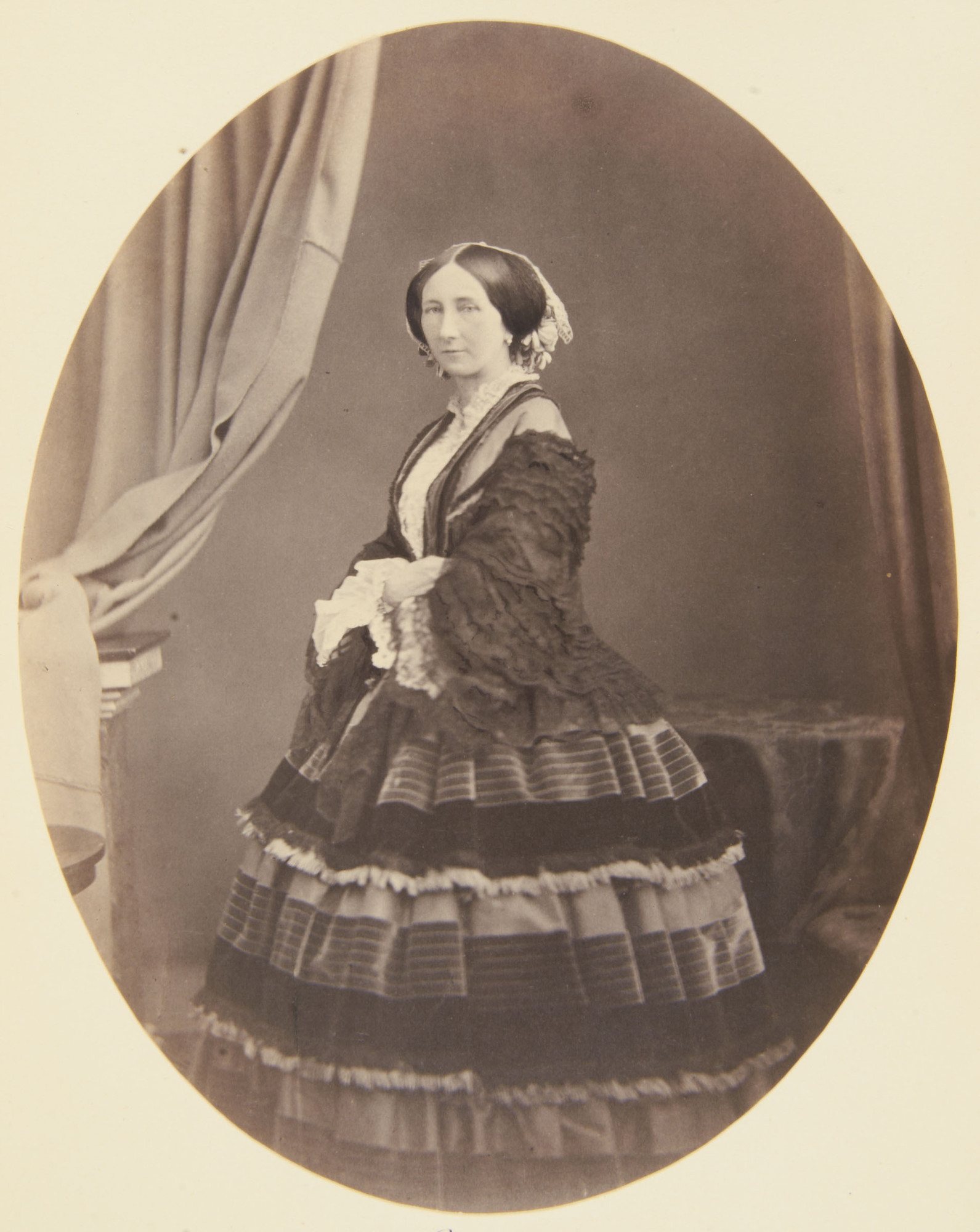
Prințesa Josephine de Baden

Al treilea copil și a doua fiică a cuplului Marelui Ducat de Baden, ea s-a născut după un băiat mort în leagăn în circumstanțe stranii în 1812. Un alt băiat, de asemenea, a murit în leagăn și o fată va urma. Mica prințesă a primit prenumele nașei sale, fosta împărăteasă franceză Joséphine de Beauharnais, mama adoptivă a mamei sale. 
După căderea imperiului francez și în ciuda presiunilor făcute de mama sa, tatăl Josephinei, Marele Duce, e refuzat să divorțeze de soția sa "napoléonidă". Marele Duce a murit prematur în 1818, fără ca urmașii săi pe linie masculin să supraviețuiască și lăsând astfel coroana unchiului său, Ludovic I, Mare Duce de Baden.
La 21 octombrie 1834 la Karlsruhe, s-a căsătorit cu Karl Anton Joachim Zephyrinus Friedrich Meinrad, Prinț de Hohenzollern-Sigmaringen, fiul lui Carol, Prinț de Hohenzollern-Sigmaringen (1785-1853) și a soției lui, Marie Antoinette Murat (1793-1847), o altă napoléonidă.
Bunica Prințului Karl Anton, născută Amélie Zéphyrine de Salm-Kyrburg, care a trăit la Paris în timpul Revoluției franceze și al cărei frate a fost ghilotinat împreună cu Alexandre de Beauharnais, a fost, de asemenea, o prietenă foarte apropiată de împărăteasa Josephine.
Josephine și Karl Anton au avut șase copii:	
- Leopold (1835-1905)
- Stephanie (1837-1859), soția regelui Pedro al V-lea al Portugaliei
- Carol I (1839-1914), rege al României
- Anton (1841-1866) mort în bătălie
- Friedrich (1843-1904)
- Marie (1845-1912),căsătorită cu Prințul Philippe, Conte de Flandra

A murit la Sigmaringen.

## Titluri
- 21 octombrie 1813 – 21 octombrie 1834: Her Grand Ducal Highness Prințesa Josephine de Baden
- 21 octombrie 1834 – 27 august 1848: Her Grand Ducal Highness Prințesă Ereditară de Hohenzollern-Sigmaringen, Prințesă de Baden
- 27 august 1848 – 3 septembrie 1869: Her Grand Ducal Highness Prințesă de Hohenzollern-Sigmaringen, Prințesă de Baden
- 3 septembrie 1869 – 2 iunie 1885: Her Grand Ducal Highness Prințesă de Hohenzollern, Prințesă de Baden
- 2 iunie 1885 – 19 iunie 1900: Her Grand Ducal Highness Prințesa vaduvă de Hohenzollern, Prințesă de Baden